# Rauvolfia oligantha
Rauvolfia oligantha är en oleanderväxtart som beskrevs av Hendrian. Rauvolfia oligantha ingår i släktet Rauvolfia och familjen oleanderväxter. Inga underarter finns listade i Catalogue of Life.